# Метличье
Метличье — посёлок в Троицком районе Челябинской области России, относится к Дробышевскому сельскому поселению.

## География
Расположен в северо-восточной части района, между одноимёнными озёрами Большое и Малое Метличье. Рельеф — равнина (Западно-Сибирская равнина); ближайшие высоты — 212 и 213 м. Природная зона — лесостепь. В окрестностях — редкие колки. Поселок связан грунтовыми и шоссейными дорогами с соседними населёнными пунктами. Расстояние до районного центра (Троицк) 25 км, до центра сельского поселения (с. Дробышево) — 5 км.

## История
Поселок основан в 1903 в Егорьевской волости Троицкого уезда Оренбургской губернии, по соседству с заимками Глушенкова (не сохранилась) и Байтенгерова. Сюда заселялись в основном украинцы и немцы. 
В конце 1920-х гг. организован колхоз «Культура», которому принадлежало 5084 гектар земельных угодий, в том числе пашни — 1952, лугов — 367, выгона — 708 гектар. 
В 1944 в Метличье разместилась центральная усадьба колхоза имени Буденного, который в 1950 вошел в состав колхоза «Красное Знамя». 
В 1938 в поселке насчитывалось 85 дворов (147 колхозников, то есть жители старше 12 лет), в 1948 — 77 (281). 
С 1959 в Метличье действовала бригада колхоза им. Ленина (центр. усадьба находилась в Дробышево). 
В том же году Метличье было объединено с посёлком Байтенгерова (19 дворов, 84 жит.). 
Ныне на территории поселка действует бригада СХПП «Дробышево».

## Население
| 2002 | 2010 |
| ---- | ---- |
| 178  | ↘134 |

(в 1925 — 63, в 1959 — 141, в 1983 — 192, в 1995 — 219)

## Улицы
- Новая улица
- Северная улица
- Южная улица